# Spytihněv II.
Spytihněv II. (auch Spithiniew oder Spitignew; * 1031; † am 28. Januar 1061) war von 1055 bis 1061 Herzog von Böhmen. Über seine kurze Regierungszeit liegen zum Teil widersprüchliche Angaben vor. Hervorgehoben wird besonders sein Verhältnis zu den Deutschen in Böhmen und Eingriffe in die Herrschaftsverhältnisse in Mähren.

## Leben
Spytihněv war der älteste Sohn von Břetislav I. und seiner Frau Judith. Als Kind verbrachte er einige Zeit als Geisel am Hof Heinrichs III., zunächst von 1039 bis 1040, ein zweites Mal ab 1041 für einen unbekannten Zeitraum. Nach seiner Rückkehr bekam er die Herrschaft über einen Teil Mährens um Olmütz und später den Burgbezirk Saaz zugesprochen. Um 1054 wurde er mit Hidda (Ida) verheiratet, einer Tochter des Wettiners und Lausitzer Markgrafen Dietrich I.
1055 trat er die Nachfolge seines Vaters an. Es ist nicht ganz sicher, ob die Angabe der Chronica Boemorum, er habe am Tag seines Regierungsantritts alle Deutschen aus Böhmen vertreiben lassen, wirklich zutrifft. Jedenfalls mussten seine Mutter und die Äbtissin des St. Georgs-Klosters, beide deutscher Abstammung, das Land verlassen. Andererseits vertrieb er später die slawischen Mönche des Klosters Sázava und setzte stattdessen einen deutschen Abt und einen lateinischen Konvent ein. Obwohl Fremdenfeindlichkeit auch in jener Zeit nicht ausgeschlossen wird, scheint eine „deutschfeindliche“ Haltung des Herzogs in diesem Fall eine Interpretation seines späteren Chronisten zu sein und die Vertreibungsaktionen persönlich oder machtpolitisch motiviert.
Am Anfang seiner Regierungszeit scheint es Auseinandersetzungen um das gerade erst in Böhmen in Kraft getretene Senioratsprinzip gegeben zu haben. So vertrieb Spytihněv seinen Bruder Vratislav nach Ungarn, die beiden jüngsten Brüder Konrad und Otto holte er an den Prager Hof und gab ihnen unbedeutende Hofämter. Die von Břetislav I. angestrebte Verwaltung Mährens durch die nichtregierenden Familienmitglieder wurde so außer Kraft gesetzt. Um seine Macht im östlichen Landesteil zu sichern, ließ Spytihněv zudem 300 mährische Große in die Burg Chrudim zusammenrufen. Als diese der Vorladung nicht folgten, ließ er sie verhaften und in böhmischen Burgen festsetzen. Auf Druck des ungarischen Königs Andreas I. ließ er seinen Bruder allerdings 1058 nach Mähren zurückkehren.

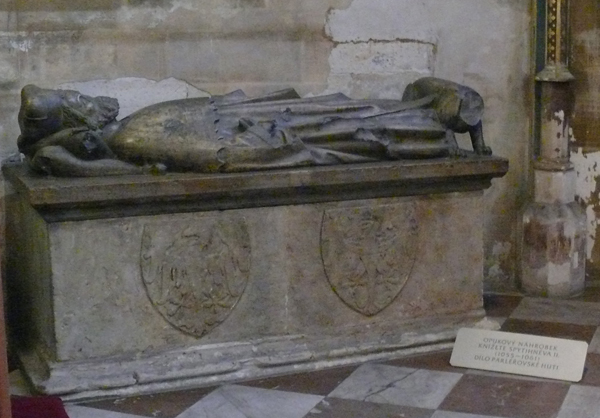
Tumba von Spytihněv im Prager Veitsdom

Um 1060 wandte sich Spytihněv mit der Bitte um die Königswürde an Papst Nikolaus II. Dieser gestand ihm gegen die Zahlung eines jährlichen Zinses von 100 Pfund Silber jedoch nur das Recht zu, die Bischofsmitra zu tragen. Der Status des böhmischen Herzogs wurde dadurch zwar aufgewertet, die Königskrone errang jedoch erst sein Bruder und Nachfolger Vratislav II. Spytihněv starb im Alter von dreißig Jahren. Sein Sohn Swatobor Friedrich war vom August 1084 bis zum 23. Februar 1085 Patriarch von Aquileia.